# Disterigma pernettyoides
Disterigma pernettyoides là một loài thực vật có hoa trong họ Thạch nam. Loài này được (Griseb.) Nied. mô tả khoa học đầu tiên năm 1889.